# Redfield Proctor junior

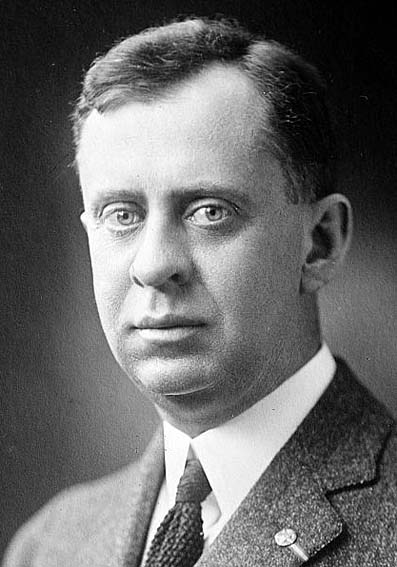
Redfield Proctor

Redfield Proctor Jr. (* 13. April 1879 in Proctor, Rutland County, Vermont; † 5. Februar 1957) war ein US-amerikanischer Politiker und von 1923 bis 1925 Gouverneur des Bundesstaates Vermont.

## Frühe Jahre
Redfield Proctor war Mitglied einer prominenten Politikerfamilie in Vermont. Sowohl sein Vater Redfield als auch sein Neffe Mortimer und sein Bruder Fletcher waren Gouverneure von Vermont. Er studierte das Ingenieurwesen am Massachusetts Institute of Technology (MIT). Danach stieg er in die familieneigene Vermont Marble Company ein, die sein Vater gegründet hatte. Im Lauf der Zeit stieg er dort bis zum Vizepräsidenten der Firma auf. Außerdem wurde er Präsident der Proctor Trust Company. Er war auch Kurator des von seinem Vater gegründeten Vermont Sanatorium und einiger Universitäten.

## Politische Laufbahn
Redfield Proctor war entsprechend der Familientradition Mitglied der Republikanischen Partei. In den Jahren 1912 und 1915 war er Abgeordneter im Repräsentantenhaus von Vermont und im Jahr 1915 gehörte er dem Staatssenat an. Während des Ersten Weltkriegs war er Hauptmann der US-Armee. Im Jahr 1922 wurde er zum neuen Gouverneur von Vermont gewählt. Seine Amtszeit begann am 4. Januar 1923 und endete zwei Jahre später am 8. Januar 1925. Diese Epoche verlief ohne besondere Vorkommnisse. Wie überall in den Vereinigten Staaten blühte die Wirtschaft auf.

## Weiterer Lebensweg
Nach dem Ende seiner Gouverneurszeit zog sich Proctor aus der Politik zurück und widmete sich wieder seinen zahlreichen geschäftlichen Interessen. Dazu gehörte nach wie vor seine leitende Funktion bei der Vermont Marple Company. Mit seiner Frau Mary Sherwood Hedrick hatte Redfield Proctor drei Kinder. Er starb im Februar 1957.